# Makaroa
Makaroa est un îlot des îles Gambier en Polynésie française. Inhabité, c'est une aire protégée pour les oiseaux.